# Сабала, Бруно Маурисио де

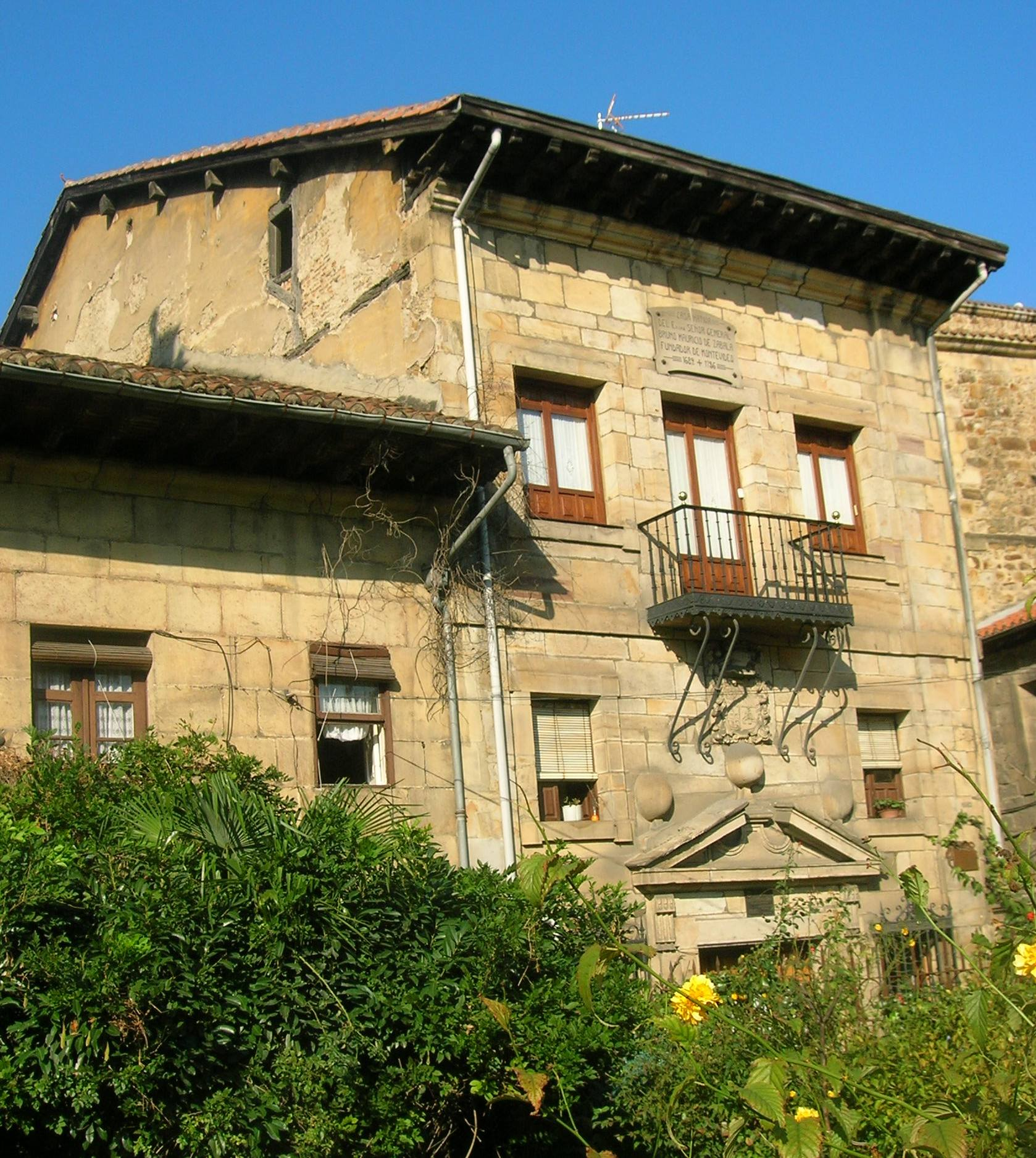
Дом, где родился де Сабала

Бруно Маурисио де Сабала (исп. Bruno Mauricio de Zabala) — испанский военный, правитель Ла-Платы, основатель Монтевидео, столицы современного Уругвая.
Бруно Маурисио де Сабала родился в провинции Бискайя, Испания. Дом, в котором он родился, сохранён до сих пор (см. изображение).
Принимал участие в Войне за испанское наследство на стороне Филиппа V. 11 июля 1717 года был назначен правителем вице-королевства Ла-Платы и оставался им до 1734 года.
Боролся с пиратством. Также конфликтовал с португальцами, которые пытались укрепить и расширить своё влияние в районе Ла-Платы.
Для защиты региона от атак португальцев основал в 1726 году крепость, которая постепенно переросла в Монтевидео, столицу Уругвая.
В Монтевидео есть площадь Plaza Zabala (англ.), названная в честь де Сабала.